# Henryk Kucharski
Henryk Kucharski (ur. 3 stycznia 1923, zm. 25 sierpnia 2018) – polski strażak, społecznik, honorowy starszy kapitan, od 2001 roku Honorowy Obywatel Gminy Teresin.

## Życiorys
Urodził się 3 stycznia 1923 w Granicach, gminie Szymanów, jako syn Stanisława i Anieli z Piórkowskich. W latach 1929–1938 uczęszczał do siedmioklasowej powszechnej Szkoły Podstawowej w Paprotni. W 1938 roku rozpoczął naukę w wojskowej szkole podoficerskiej Wytwórni Amunicji w Forcie Bema w Warszawie. Jego naukę przerwał wybuch II wojny światowej. W 1941 dołączył do jednostki Straży Pożarnej w Niepokalanowie. Później zgłosił się dobrowolnie na roboty do Niemiec. 
W 2001 roku został odznaczony Honorowym Obywatelem Gminy Teresin. Pełnił też stałą służbę strażacką, jako honorowy starszy kapitan. W 2013 roku wydał autobiograficzną książkę Okruchy wspomnień, której drugie wydanie ukazało się w 2016.  Zmarł 25 sierpnia 2018 roku w wieku 95 lat. 